# جی. آر. آر. تالکین: هنرمند و نگارگر
جی. آر.آر. تالکین: هنرمند و نگارگر (عنوان اصلی: J. R. R. Tolkien: Artist and Illustrator) مجموعه ای است از نقاشی‌ها (بیشتر آبرنگ) و طراحی‌هایی که جی. آر. آر. تالکین برای داستان‌هایش کرده بود. این مجموعه در ۱۹۹۵ منتشر شد. این کتاب توسط وین جی. هموند و کریستینا اسکال ویرایش شد.
در این کتاب نقاشی‌های تالکین از کودکی تا بزرگسالی آورده شده‌است همچنین نقاشی‌هایی که او برای بچه‌های خودش کشیده هم آورده شده‌است.